# Rudolf Kučera (labdarúgó)
Rudolf Kučera (Spytihněv, 1940. január 3. – Prága, 2024. május 11.) csehszlovák válogatott cseh labdarúgó, csatár, bajnoki gólkirály (1960–61).

## Pályafutása

### Klubcsapatban
A Tatran Napajedla, majd a TJ Gottwaldov korosztályos csapataiban játszott. 1959 és 1967 között a Dukla Praha labdarúgója volt, ahol négy csehszlovák bajnoki címet és egy kupagyőzelmet ért el a csapattal. Az 1960–61-es idényben 17 góllal bajnoki gólkirály lett Ladislav Pavlovič-csal holtversenyben.

### A válogatottban
1961 és 1963 között hét alkalommal szerepelt a csehszlovák válogatottban és három gólt szerzett.

## Sikerei, díjai
Dukla Praha
- Csehszlovák bajnokság
  - bajnok (4): 1960–61, 1961–62, 1962–63, 1963–64
  - gólkirály: 1960–61 (17 góllal, Ladislav Pavlovič-csal holtversenyben)
- Csehszlovák kupa
  - győztes: 1961

## Statisztika

### Mérkőzései a csehszlovák válogatottban
| Csehszlovákia | Csehszlovákia        | Csehszlovákia                   | Csehszlovákia | Csehszlovákia | Csehszlovákia | Csehszlovákia | Csehszlovákia | Csehszlovákia |
| #             | Dátum                | Helyszín                        | Hazai         | Eredmény      | Vendég        | Kiírás        | Gólok         | Esemény       |
| ------------- | -------------------- | ------------------------------- | ------------- | ------------- | ------------- | ------------- | ------------- | ------------- |
| 1.            | 1961. október 8.     | Dublin, Dalymount Park          | Írország      | 1 – 3         | Csehszlovákia | vb-selejtező  | -             |               |
| 2.            | 1961. november 29.   | Brüsszel, Heysel Stadion (BEL)  | Csehszlovákia | 4 – 2         | Skócia        | vb-selejtező  | -             |               |
| 3.            | 1962. április 7.     | Göteborg, Ullevi Stadion        | Svédország    | 3 – 1         | Csehszlovákia | barátságos    | -             | a szünetben   |
| 4.            | 1962. szeptember 16. | Bécs, Práter-stadion            | Ausztria      | 0 – 6         | Csehszlovákia | barátságos    | 2             | 15' 65' 74'   |
| 5.            | 1962. november 21.   | Berlin, Walter Ulbricht Stadion | NDK           | 2 – 1         | Csehszlovákia | NEK-selejtező | 1             | 90'           |
| 6.            | 1963. március 31.    | Prága, Strahov Stadion          | Csehszlovákia | 1 – 1         | NDK           | NEK-selejtező | -             |               |
| 7.            | 1963. november 3.    | Zágráb, Maksimir Stadion        | Jugoszlávia   | 2 – 0         | Csehszlovákia | barátságos    | -             |               |
|               | Összesen             |                                 |               | 7             | mérkőzés      |               | 3             | gól           |